# Kronoäng
Kronoäng är en betesmark eller slåtteräng tillhörig kronan (staten), en typ av kronogods som utarrenderades. Med kronoängar avsågs vanligen kronoägd ängsmark som ej hängde ihop med någon annan, bebyggd jordbruksegendom som tillhörde kronan och dessa arrender.